# Armando Cavalcanti
Armando Cavalcanti foi um compositor de música popular brasileira. Participou na primeira fase do movimento da bossa nova, nos anos 60, tendo suas composições gravadas por nada menos do que Wilson Simonal (Manhã no Posto Seis), Izaura Garcia (Bondinho Pão de Açúcar - c/ Victor Freire), Johnny Alf (Leme - c/ Victor Freire e Roberto Nascimento), sucessos que exaltavam o Rio de Janeiro. Suas composições também foram gravadas por Marisa Barroso, Astor, Rildo Hora, Moacyr Silva (Bob Fleming), Agnaldo Rayol, As Vedetes, Joyce, e outros. 

## Discografia
- A letra jota (c/ Klécius Caldas)
- A lua é camarada (c/ Klécius Caldas)
- A lua é dos namorados (c/ Klécius Caldas)
- A mulher que é mulher (c/ Klécius Caldas)
- Abre a porta São Pedro (c/ Klécius Caldas)
- Afinal (c/ Klécius Caldas)